# Hesperia harpalus
Hesperia harpalus is een vlinder uit de familie van de dikkopjes (Hesperiidae). De wetenschappelijke naam van de soort is voor het eerst geldig gepubliceerd in 1881 door William Henry Edwards. Deze naam wordt wel beschouwd als een synoniem van Hesperia comma subsp. yosemite Leussler, 1933.